# Ulrich Krüger (Ingenieur)
Ulrich Krüger (* 24. Februar 1935 in Berlin; † 29. Juni 2017 in Ludwigsburg) war ein deutscher Bauingenieur und Hochschullehrer.

## Leben und Wirken
Schon als Kind interessierte sich Krüger für die Eisenbahn und die mit ihr verbundenen Kunstbauwerke wie Brücken und Tunnel, was ihn an den Beruf des Bauingenieurs heranführen sollte. Nach der Mittleren Reife lernte er von 1951 bis 1953 in Ludwigsburg das Maurerhandwerk, erwarb 1955 an der Technischen Aufbauschule in Stuttgart das Abitur und studierte bis 1960 Bauingenieurwesen an der TH Stuttgart.
Nach seiner Diplomarbeit über die Berechnung einer hyperbolischen Paraboloidschale nach der Membrantheorie wurde er wissenschaftlicher Mitarbeiter von Friedrich Wilhelm Bornscheuer bei einem DFG-Schwerpunktprogramm (1960–1962). Im Januar 1963 erfolgte eine zeitlich begrenzte Verbeamtung Krügers als wissenschaftlicher Assistent am von Bornscheuer geleiteten Lehrstuhl für Baustatik und Elastizitätslehre der TH Stuttgart. Dort befasste er sich mit dem Programmieren baustatischer Probleme auf den damals völlig neuartigen Digitalrechnern und hielt 1965 auf dem III. Internationalen Kolloquium für Mathematik in Weimar einen Vortrag über die Wirkung von Einzellasten auf Kreiszylinderschalen. Ein Jahr später verlieh ihm die TH Stuttgart für seine Dissertation Beitrag zur Biegetheorie der Kegelschale mit linear veränderlicher Wanddicke den Doktortitel mit dem Gesamturteil „sehr gut“.
1967 trat Krüger als Statiker und Konstrukteur in das Technische Büro Brückenbau der Rheinstahl AG in Dortmund ein, wurde 1969 zum Oberingenieur ernannt und avancierte 1970 zum Leiter der Abteilung Konstruktion Brückenbau im Rahmen des Hauptbereichs Brückenbau. Während seiner Zeit im Brückenbau der Rheinstahl AG war er an zahlreichen Projekten beteiligt. Hervorgehoben seien hier nur die Rudolf-von-Habsburg-Brücke in Germersheim und die Leitung des Technischen Büros „Stahlbau“ der Sub-Arge „Stahlbau“ für die Köhlbrandbrücke, ein anspruchsvolles Bauwerk, das zu einem technischen Wahrzeichen der Hansestadt Hamburg wurde.
Krüger führte von 1971 bis 1976 die Geschäfte der mittelständischen Stuttgarter Baufirma Hesselschwerdt & Schmitt GmbH. Dort war er auch für das Technische Büro und das Fertigteilwerk verantwortlich. Unter der Ägide Krügers wurden Hoch- und Tiefbauprojekte in der Region Stuttgart durchgeführt, so etwa der U-Bahnbau im Rahmen der Arbeitsgemeinschaften Bahnhofsvorplatz und Schlossplatz in Stuttgart. Im Anschluss an seine Industrietätigkeit wirkte Krüger bis 1999 als Stahlbauprofessor an der Fachhochschule Karlsruhe und praktizierte von 1978 bis 2003 als Prüfingenieur für Baustatik (Fachrichtung Metallbau) in Bietigheim-Bissingen. Aus seinem umfangreichen Ingenieurschaffen sei die Unterstützung der Publikation Oliver Künzlers über Nomogramme zum Nachweis der Biegedrillknicksicherheit genannt, die dazu beitrug, den Ingenieuralltag zu erleichtern. Die Summe seiner Erfahrungen an der Hochschule und in der Ingenieurpraxis legte Ulrich Krüger in seinen Büchern über Stahlbau nieder, welche in den Ingenieurbüros als Nachschlagewerke und Impulsgeber genutzt wurde und die später von Rolf Kindmann in eine umfassendere Buchreihe integriert wurde. Krüger war bestrebt, komplexe Probleme der Tragwerksplanung im Stahlbau, wie etwa das Plattenbeulen, im Rahmen konzeptioneller Fachbücher für die Praxis darzustellen.